# Amblyseius longisaccatus
Amblyseius longisaccatus är en spindeldjursart som beskrevs av Wu, Lan och Liu 1995. Amblyseius longisaccatus ingår i släktet Amblyseius och familjen Phytoseiidae. Inga underarter finns listade i Catalogue of Life.